# Alfatraining Bildungszentrum
Die alfatraining Bildungszentrum GmbH ist ein deutschlandweit agierendes Bildungsunternehmen mit Sitz in Karlsruhe, das auf die berufliche Weiterbildung und die Deckung des Fachkräftebedarfs in Deutschland spezialisiert ist. Es werden Weiterbildungen in verschiedenen arbeitsmarktrelevanten Fachbereichen angeboten.

## Geschichte
alfatraining wurde 2005 in Karlsruhe von dem Unternehmer Niko Fostiropoulos gegründet, wo sich bis heute der Hauptsitz des Unternehmens befindet. Insgesamt besitzt alfatraining 300 Bildungszentren in Deutschland. Zudem besitzt das Weiterbildungsunternehmen eine Niederlassung in Thessaloniki, Griechenland (Stand: März 2023).
Seit 2010 bietet das Bildungsunternehmen seine gesamten Kurse ausschließlich über die selbstentwickelte Videokonferenzsoftware alfaview im virtuellen Klassenraum an.

## Geschäftsbereiche
alfatraining führt Schulungen im Bereich der beruflichen Weiterbildung durch und bietet Qualifizierungen für Unternehmen an, die im Bildungszentrum oder von zu Hause aus absolviert werden. Die verschiedenen Qualifizierungen können durch unterschiedliche Möglichkeiten gefördert werden, u. a. durch die Bundesagentur für Arbeit, ein Jobcenter, einen Bildungsgutschein oder den Berufsförderungsdienst. Das Lehrgangskonzept besteht aus circa 300 verschiedenen Unterrichtsmodulen.
Lehrgänge

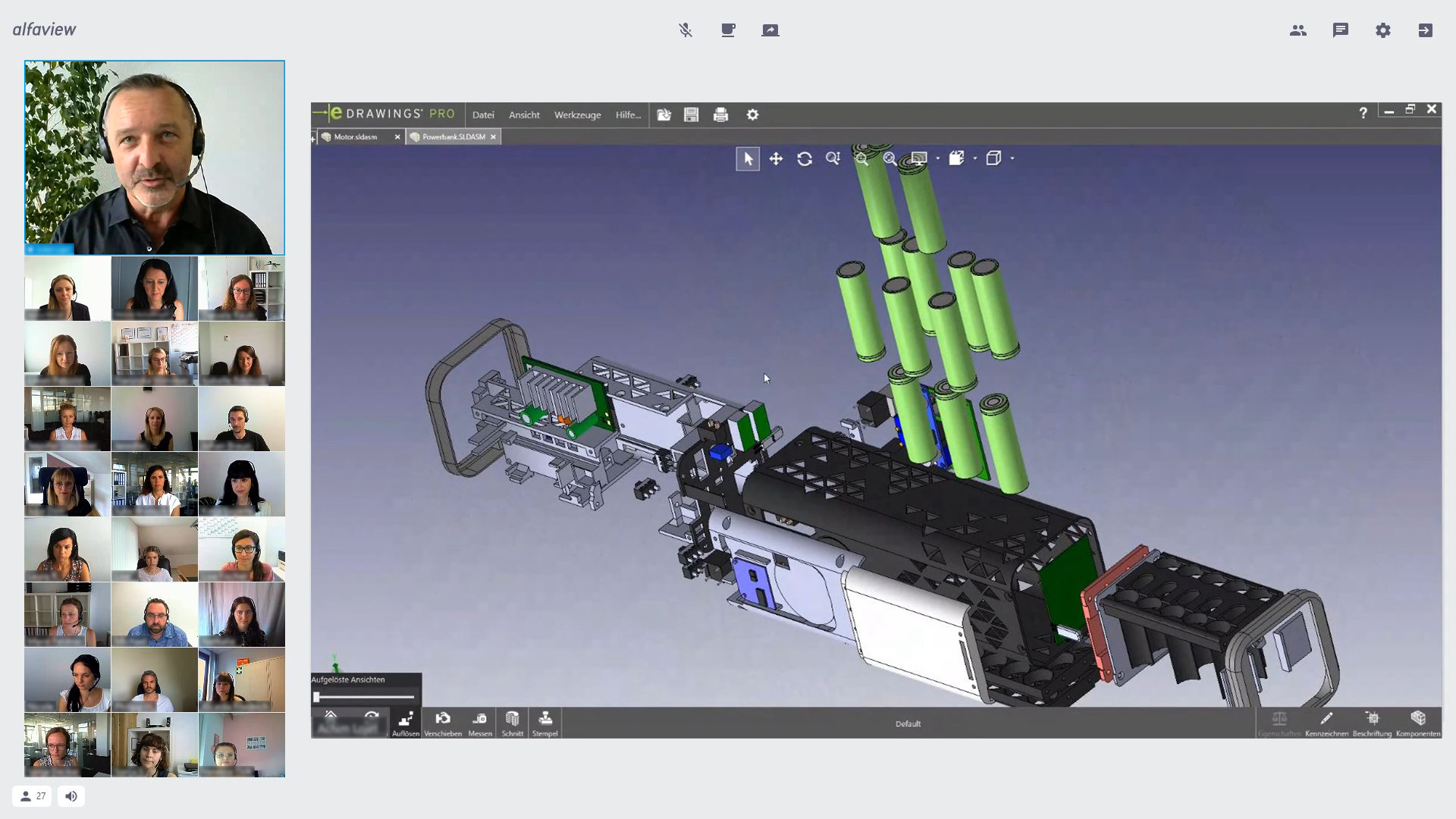
AZAV-zertifizierter Live-Unterricht mit alfaview

Das Kursangebot von alfatraining besteht aus insgesamt 300 verschiedenen Themenbereichen, u. a. CAD-Maschinenbau, CAD-Architektur, Automatisierungstechnik, SAP, Qualitäts-, Projekt- und Personalmanagement, Softwareentwicklung, Digitale Transformation, Netzwerk & IT-Management, Daten und Analysen, Mediengestaltung, Marketing, Kaufmännische Lehrgänge, Betriebliche Organisation, Einkauf/Logistik/Spedition und Sprachen.

## Auszeichnungen
2014 und 2015 wurde alfatraining für den Großen Preis des Mittelstandes nominiert, 2014 erreichte das Unternehmen hier die Jurystufe. Im Jahr 2015 erhielt alfatraining das Prädikat „Best of 2015“ in der Kategorie „E-Learning“ beim Innovationspreis-IT der Initiative Mittelstand. 2020 wurde das Unternehmen mit dem „Academic Partner of the Year“-Award des internationalen IT-Branchenverbandes CompTIA ausgezeichnet.